# 主要
| ウィキペディアには「主要」という見出しの百科事典記事はありません（タイトルに「主要」を含むページの一覧/「主要」で始まるページの一覧）。 代わりにウィクショナリーのページ「主要」が役に立つかもしれません。 |